# ABN Correspondence
ABN-Correspondence (АБН-Корреспонденс) — інформативно-пропагандистичний місячник Антибільшовицького Блоку Народів. Виходив англійською, німецькою, французькою та іншими мовами. Виходив з 1949 року за редакцією колишнього болгарського держ. секретаря д-ра Д. Вальчева. Багаторічним редактором часопису була Ярослава Стецько.
Під такою ж назвою виходить цифровий інформаційний бюлетень Антиімперського Блоку Народів, духовного продовжувача АБН, створеного 2023 року ОУН (б).